# Jan van Diepenbeek
Jan van Diepenbeek (Utrecht, 5 de agosto de 1903 - 8 de agosto de 1981) foi um futebolista neerlandês, que atuava como defensor.

## Carreira
Jan van Diepenbeek fez parte do elenco da Seleção Neerlandesa de Futebol que disputou a Copa do Mundo de 1934.